# Иллюстрированная газета (Москва)
«Иллюстри́рованная газе́та» — журнал, выходивший два раза в месяц в Москве с 1938 по 1960 год. 
1938—1941 — издание газеты «Правда»; 1941—1944 — журнал Главного политического управления Красной Армии; 1945, № 4—5 — издание Главного политического управления Красной Армии; 1946, № 9—1949, № 16 — издание Главного политического управления Вооруженных сил СССР; с 1955, № 16 - издание Главного политического управления Министерства обороны Союза ССР.